# 2172 Plavsk
A 2172 Plavsk (ideiglenes jelöléssel 1973 QA2) a Naprendszer kisbolygóövében található aszteroida. Tamara Mihajlovna Szmirnova fedezte fel 1973. augusztus 31-én.